# Xiaomi Mi Band 4
Xiaomi Mi Smart Band 4 – smartband, inteligentna opaska wyprodukowana przez Xiaomi Inc. Zapowiedziana w Chinach 11 czerwca 2019 i dzień później w Europie. Wydana w Chinach 16 czerwca 2019, a w Europie 26 czerwca 2019. Zawiera m.in. dotykowy, kolorowy wyświetlacz AMOLED, oraz pulsometr (nadgarstkowy o dokładności zbliżonej do piersowego), zapisujący historię przez całą dobę.
Opaska jest wyposażona w funkcję płatności zbliżeniowych, funkcjonującą tylko w Chinach.

## Parametry techniczne[6]
- Wyświetlacz: 0,95 cala; AMOLED; dotykowy
- Głębia koloru: 24 bity
- Jasność wyświetlacza: do 400 nitów
- Rozdzielczość: 128×240 pikseli
- Przyciski: Pojedynczy przycisk dotykowy (wybudzenie, cofnięcie)
- Łączność: Bluetooth 5.0 BLE; NFC w niektórych modelach (w Chinach)[7][8]
- Masa: 22,1 g
- RAM: 512 KiB
- ROM: 16 MiB
- Akumulator: LiPo, 135 mAh, wystarcza na 20 dni działania, czas ładowania poniżej 2 godzin
- Czujniki: 3-osiowy akcelerometr, 3-osiowy żyroskop, pulsometr (monitor pracy serca – PPG), pojemnościowy czujnik zbliżeniowy
- Wodoodporność: do 50 metrów, 5 atmosfer
- Możliwość zmiany tapety (motywu) na opasce dzięki aplikacji Mi Fit lub innej aplikacji w której są watchface’y stworzone przez innych użytkowników i gotowych do zainstalowania na opaskę.